# Trastorn per dèficit d'atenció amb hiperactivitat
El trastorn per dèficit d'atenció amb hiperactivitat (TDAH) és una síndrome conductual d'origen neuronal que s'inicia a l'edat infantil, i que afecta entre un 3 i 7% de nens i joves en l'edat escolar. Es caracteritza per un nivell d'impulsivitat, activitat i atenció no adequats a l'edat del desenvolupament. Típicament, aquests símptomes es manifesten a partir dels 7 anys, causant un deteriorament funcional durant els anys posteriors. Els símptomes sovint s'atenuen durant l'adolescència tardana, tot i que una minoria experimenta el conjunt complet de símptomes en edat adulta.

## Símptomes
Les persones que pateixen TDAH solen presentar les següents característiques en l'àmbit conductual, emocional i escolar:
1. En l'àmbit conductual:
- Hiperactivitat: Entesa com un moviment corporal constant. És el trastorn més aparent de les persones amb TDAH i sol manifestar-se en el nen des de molt petit. Els nens hiperactius solen córrer d'un costat per a un altre, pugen als mobles, els costa molt quedar-se quiets en un lloc o romandre asseguts, es mouen mentre dormen i parlen molt, però són incapaços de mantenir l'atenció durant el discurs oral. A vegades poden resultar agressius.
- Dèficit d'atenció i control: És una altra característica fonamental de la síndrome. Aquestes persones se solen distreure amb facilitat, tenen dificultats per a concentrar-se en el treball escolar, en un joc o en una tasca que exigeixi atenció, i no solen acabar les coses que comencen.
- Impulsivitat: El nen hiperactiu actua sense pensar les conseqüències dels seus actes, canvia amb excessiva freqüència d'una activitat a una altra, té dificultats per a organitzar-se, necessita supervisió constant, cal cridar-li l'atenció a casa i a classe amb freqüència i li costa guardar el torn en els jocs o en les situacions grupals.

2. En l'àmbit emocional:

- Irritabilitat: El nen hiperactiu té escassa tolerància a la frustració i s'irrita fàcilment quan la seva conducta ha generat una situació de tensió o confusió.

- Autoestima deficient i dificultats per a relacionar-se amb els companys.
Quan parlem d'autoestima, ens referim al sentiment de vàlua personal que cadascú té de si mateix, és a dir, quan ens estimem a un mateix, sigui de valor sentimental o físic. Per tant, un nen amb TDAH, tindrà una alta o baixa autoestima depenent de la informació que rebi dels seus voltants propers i significatius com ara: un pare, una mare, un professor, un amic... Si resulta que aquestes persones li donen a entendre al nen que és un gandul o un despistat, la imatge que es tindrà de si mateix serà negativa i donarà lloc a una falta d'autoestima.
Normalment, els nens amb TDAH, solen créixer rodejats de fracassos tant en l'àmbit social com l'escolar i com que tenen més dificultats per aprendre o entendre o simplement necessiten un ritme més lent, solen ser més castigats que la resta. Aquesta acció també dona a lloc a una desconfiança sobre si mateix, creient que no pot arribar a ser com els altres, un estat d'ànim depressiu i un menyspreu sobre si mateix.
Però no sempre tots se senten rebutjats, hi ha nens que no presenten els tres símptomes del TDAH i aquest són els que més rebutjats són.
És normal que els nens amb TDAH se sentin a vegades decaiguts i desil·lusionats perquè no poden comportar-se, aprendre i ser acceptats com els altres nens.
El nen deprimit pot codificar el seu estat d'ànim baix i manifestar:
- Sentiments de preocupació excessiva, tristesa o desig d'aïllament.
- Irritabilitat persistent.
- Pèrdua d'interès per tot. Avorriment.
- Alteracions de la son i la gana.
- Queixes físiques sense causa orgànica.
- Cansament excessiu i disminució de concentració.
- Possibles idees de mort recurrents.

A causa d'aquestes dificultats que presenten els nens amb aquestes característiques, i per raons biològiques, és una de les raons per les quals es poden sentir més immadurs en comparació a la resta, que canviïn d'humor i mostrin un nivell més baix en l'autoestima.
A causa d'aquesta immaduresa emocional els nens poden presenciar crits inoportuns, plor fàcil, energia desproporcionada, dificultats en la regulació emocional, és a dir, que passin del riure al plor amb rapidesa i sent molt reactius o susceptibles davant els estímuls o comentaris d'altres.
A causa de les dificultats que presenten els nens amb TDAH, i probablement també per raons de maduració biològica, és normal que siguin més immadurs emocionalment, que canviïn sovint d'humor i que manifestin una deficient autoestima.
Aquesta immaduresa emocional en el TDAH pot manifestar-se amb respostes emocionals excessives (crits inoportuns, plor fàcil, energia desproporcionada), dificultats en la regulació emocional, és a dir, que passin del riure al plor amb rapidesa, i sent molt reactius o susceptibles davant els estímuls o comentaris d'altres.
3. En l'àmbit escolar:
- Dèficit d'atenció i control: Descuits o oblits persistents. En general, està associat a un estil cognitiu lent i a dificultats d'aprenentatge.
- Hiperactivitat: Un excés d'activitat motriu o cognitiva, en situacions que resulta inadequat fer-ho. L'edat fa que variï la manifestació d'hiperactivitat. Durant l'educació infantil, els nens poden mostrar una hiperactivitat generalitzada que no depèn ni de l'espai ni de l'activitat. Durant l'educació primària, la conducta hiperactiva pot aparèixer en algunes situacions, especialment si són poc rutinàries i estructurades: sovint fan més soroll o parlen excessivament en els moments de més tranquil·litat. Durant l'educació secundària, sembla predominar la sensació d'inquietud i els canvis d'activitat sense finalitzar les tasques.
- Impulsivitat: Durant l'educació infantil, els nens amb TDAH tendeixen a tocar-ho tot, a respondre amb immediatesa davant qualsevol fet que els cridi l'atenció. Durant l'educació primària, interrompen constantment i els costa molt esperar el torn. A l'educació secundària, es manifesta en l'execució i la finalització irreflexiva de les tasques o augmentant l'enfrontament i els conflictes amb els adults.

Es podria dir que són lògiques conseqüències de les característiques esmentades anteriorment. Aquestes dificultats són molt notòries quan es fan matemàtiques i en les activitats de memorització, coordinació visual i motora i orientació espacial.
És important tenir en compte que no totes les persones amb TDAH mostren tots els símptomes. A banda que molts dels individus que el tenen treballen el doble que els seus companys neurodivergents per intentar tapar-lo (emmascarament, més conegut com a "masking" en anglès), aquest té tres presentacions: inatentiva, hiperactiva i combinada. La hiperactiva és la més coneguda, les persones que la presenten se solen mostrar inquietes, tenen tendència a parlar més que els seus companys i interrompre. Per altra banda, les persones amb presentació inatentiva tendeixen a cometre errors ximples per no fixar-se o tenir dificultat a l'hora de mantenir l'atenció.
Tot i que el TDAH afecta per igual tant a homes com dones, elles tendeixen a tenir la presentació inatentiva, el que fa que no se les diagnostiqui fins a l'edat adulta si és que arriben a rebre'l.

## Etiologia
Existeixen proves científiques que reforcen que el TDAH és un trastorn amb base biològica. Anàlisis mitjançant ressonància magnètica permeten observar un desenvolupament anòmal del cervell dels nens amb TDAH. Recentment, els investigadors de l'Institut Nacional de Salut Mental van fer servir la tomografia d'emissions tipus positró i van observar que hi ha una disminució important en l'activitat metabòlica de les regions cerebrals que controlen l'atenció, el judici en situacions socials i el moviment en persones amb TDAH, en comparació amb l'activitat metabòlica dels que no pateixen aquest trastorn. Estudis bioquímics també suggereixen que els nens amb TDAH poden tenir nivells més baixos del neurotransmissor de la dopamina en regions crítiques del cervell.
Algunes teories suggereixen que el tabac, l'alcohol i els fàrmacs fets servir durant l'embaràs o l'exposició a les toxines en el medi ambient, com el plom, poden causar TDAH. Altres estudis realitzats amb bessons apunten cap a una base genètica, a causa d'una deficiència hereditària conjunta dels sistemes centrals de recepció la noradrenalina i dopamina. Concretament, el TDAH seria causat per una reducció de la transmissió inhibidora d'aquestes hormones al mesencèfal, per un augment de la densitat de proteïnes de transport transmembrana de la membrana plasmàtica del sistema sinàptic, cosa que fa que aquestes hormones siguin retirades massa ràpidament.

## Classificació
Hi ha tres tipus de TDAH, cada un amb unes característiques diferents. Són aquestes:
1. Predomina la falta d'atenció i concentració.
- Tenen dificultat per centrar l'atenció en detalls.
- Tenen dificultat per centrar durant molta estona seguida l'atenció en una tasca determinada.
- Semblen no escoltar quan se’ls parla directament.
- No segueixen les instruccions donades i no enllesteixen les feines.
- Tenen dificultats per organitzar-se, perden materials, els fulls, etc.
- Eviten, els disgusta o es neguen a participar en aquelles tasques que demanen un esforç sostingut.
- Es distreuen fàcilment amb qualsevol estímul extern.
- Juguen amb les mans i amb els peus i no poden estar-se quiets al seu seient.
- Es mouen en excés.

2. Predomina l'excés d'activitat i la impulsivitat.
- S'aixequen encara que la situació exigeixi quedar-se asseguts
- Parlen excessivament i responen de forma impulsiva
- No respecten el torn de paraula
- Interrompen i molesten els companys

3. Combinació dels anteriors.
- És el més freqüent.

## Tractament
El tractament del TDAH és un tractament multidisciplinari que ha de comptar amb la col·laboració de totes aquelles persones que formen part de l'educació del nen. La implicació dels pares i els mestres perquè el nen s'adoni de la seva situació i aprengui a afrontar-la és indispensable. Un cop el nen ho té assimilat, l'ajuda psicopedagògica i la medicació (normalment concerta que dura unes 12 hores, en casos en què l'ajuda psicopedagògica és insuficient) són la millor forma per tal que el TDAH afecti el mínim en la seva vida. També, en molts nens, l'estimulació propioceptiva els ajuda a millorar la seva consciència corporal i presenten canvis de conducta positius.
Sigui com sigui, els nens amb TDAH necessiten rebre reforç i ànims per aprendre a organitzar-se, i adquirir habilitats socials i de vida. El problema que manifesten té una causa biològica, no és una excusa. Aprendre i entendre el TDAH són els primers passos per ajudar aquests nens a treballar i manegar-s'ho amb el seu trastorn. Els mestres són llavors capaços d'ubicar i controlar de millor manera aquest tipus d'alumne i així afavorir un millor nivell acadèmic, ja que una de les principals complicacions del TDAH és el baix rendiment acadèmic i el fracàs escolar.

### Tractament farmacològic
El tractament farmacològic es basa en fàrmacs estimulants simpaticomimètics que incideixen en l'activitat noradrenèrgica i dopaminèrgica, com el metilfenidat, la detroamfetamina, l'amfetamina, o la metamfetamina. El 70-80% dels infants amb TDH responen a fàrmacs estimulants. També es fa servir atomoxetina (inhibidor selectiu de la recaptació de noradrenalina). Altres fàrmacs de segona línia poden ser: antidepressius com imipramina, agonistes alfa-2 com la clonidina o guanfacina i inhibidors de la recaptació de noradrenalina i dopamina com el bupropió o el modafinil.

### Pedagogia
L'escola hauria de proporcionar a l'alumne amb TDAH un ambient estructurat, amb rutines, organitzat i motivador, que ajudarà el nen hiperactiu a millorar el seu autocontrol. El mestre s'hauria de convertir, per tant, en un model per a l'alumne amb TDAH i també per als seus companys, ja que si el mestre mostra una actitud tolerant, flexible i pacient i entén les característiques pròpies del TDAH, aconseguirà un millor comportament per part de l'alumne amb aquesta síndrome conductual.
Es recomana que, amb un grup on estigui present un nen amb TDAH, mai no s'haurien de programar activitats difícils i avorrides, demanar tasques per un període prolongat, tenir poc control del grup (en patis, classes, espais oberts, excursions o transicions d'aules...) i fer canvis a activitats que el nen amb TDAH no controli. A banda, el nen ha de saber què s'espera d'ell, que no sols se li recorden els errors, que se l'accepti tal com és, que se’l respecti i que no sigui castigat en excés.
Però, si això no és possible, es pot millorar el comportament del nen amb TDAH si els mestres adopten les següents mesures de modificació de conductes:
- Supervisió constant (mirar-lo sovint, trobar una consigna com ara tocar l'esquena, passar pel costat amb l'objectiu d'assegurar-nos que ha començat la tasca, etc.). La supervisió ha de servir per anticipar i preveure situacions que sabem que poden representar un problema (per exemple, en acabar una activitat o participar en una tasca grupal), generant així, en el mateix nen, més seguretat i autocontrol.
- Tutories individualitzades d'uns 10 min. Aquestes tutories serveixen per indicar al nen què s'espera d'ell, quins senyals o consignes es poden pactar per millorar el seu comportament i rendiment i marcar els límits o normes bàsiques de comportament dins de l'aula (objectius concrets que pensem que el nen/adolescent podrà assolir). S'ha de convertir en un espai de comunicació positiva amb l'alumne.
- Ús d'eines bàsiques per al control del comportament: reforç positiu, extinció, temps-fora i establiment de límits.

Però l'escola no només ha de millorar el comportament a l'aula d'un alumne amb TDAH i la seva atenció en el treball. També ha de treballar la motivació i l'autoestima dels nens amb TDAH, ja que existeixen estudis que demostren que els nens amb TDAH es valoren a si mateixos més negativament, amb més problemes, més impopulars i menys feliços que els altres nens de la seva edat. Més del 50% dels nens amb TDAH presenten problemes emocionals com ara sentiments depressius, sentiments de desconfiança, inseguretat o baixa autoestima. A més, un nen amb baixa autoestima dins de l'aula pot fer que el seu rendiment sigui inferior al que el mestre voldria. Per això és important dedicar temps a incrementar-la. Per a fer-ho, hem de tenir en compte les següents orientacions:
- Acceptar les dificultats que suposa tenir un alumne amb TDAH dins l'aula.
- Un cop es coneixen aquestes dificultats és més fàcil identificar els esforços per part de l'alumne i elogiar-lo quan realitza alguna cosa ben feta.
- Oferir-li major grau de confiança en la seva persona i en les seves competències.
- Intentar modificar el nostre llenguatge per tal d'evitar el NO.
- Evitar l'acusació, la ridiculització i la falta de respecte.
- Potenciar activitats que fomentin la integració social del nen amb TDAH dins del grup-classe.

## Crítiques
Les crítiques i polèmiques han acompanyat al TDAH des de la seva primera formulació. N'hi ha que neguen la seva existència, però la majoria se centren a criticar el diagnòstic, que consideren massa generalista i tendent a sobrediagnosticar, tractant com a clínics problemes d'aprenentatge o conducta, o basant-se en símptomes que poden derivar d'altres problemàtiques. Els tests usats per a la diagnosi són massa ambigus per a aquestes persones  (la manca de concentració pot ser provocada per molts altres factors i no un problema neurològic).

## Entitats relacionades
La Fundació Adana, entitat fundada el 1997 per l'empresari Francesc Rubiralta i Vilaseca, està especialitzada a informar, formar i divulgar sobre el trastorn per dèficit d'atenció amb hiperactivitat o sense (TDAH) i millorar la qualitat de vida de les persones amb TDAH i de les que les envolten.